# Oldat
Oldatnak nevezzük a kémiában azokat a két- vagy többkomponensű, többnyire folyékony elegyeket, amelyek összetételét vagy szerkezetét a komponensek közötti kémiai vagy fizikai erők rendezetté teszik. Az oldatokban az egyik komponens (oldószer) koncentrációja a többiéhez (oldott anyagok) képest általában viszonylag nagy.
Az IUPAC meghatározása szerint az oldat egynél több összetevőből álló, szilárd vagy folyékony fázis, ahol az egyszerűség kedvéért az egyik anyagot oldószernek hívják, és másképpen kezelik a többi anyaghoz képest.

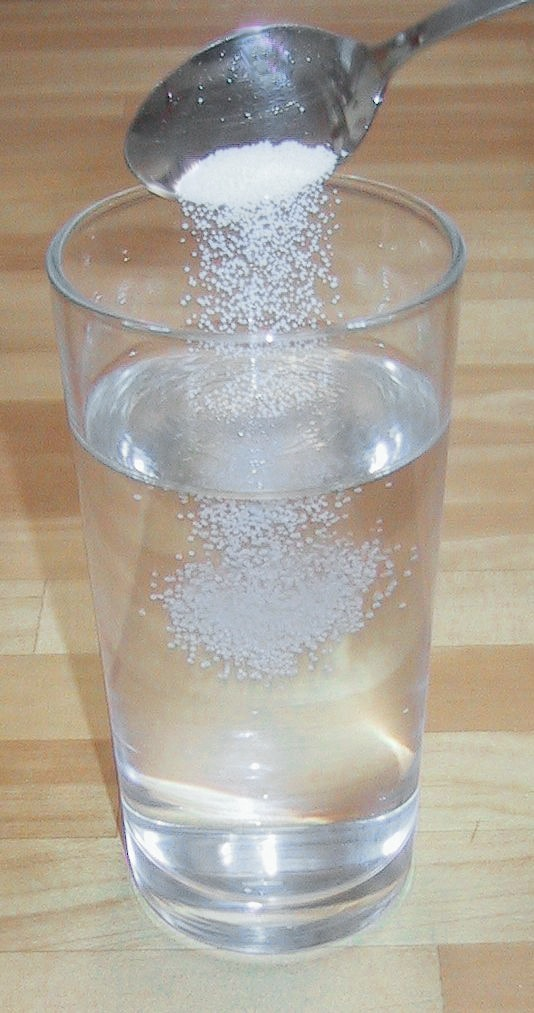
Só oldása vízben

A komponens a rendszert alkotó, kémiailag egységes részecskék halmaza. Megkülönböztetők egy-, két- és többkomponensű rendszerek. Az oldat fogalmát általánosságban a folyékony halmazállapothoz kötik. A tudomány ismer azonban szilárd halmazállapotú oldatokat is.
Gyakori oldószerek például a víz, benzin, alkohol stb. Oldott anyag lehet például a só, cukor, oxigén stb.

## Az oldódás

4,3 bar nyomáson az ammónia korlátlanul oldódik a vízben

Az oldódást az oldandó anyag és az oldószer részecskéinek kölcsönhatása, állandó mozgása teszi lehetővé. Az oldandó anyag és az oldószer részecskéinek egyenletes elkeveredését a hőmozgás okozza. Az oldat tulajdonságai szempontjából közömbös, hogy az oldott anyag eredetileg milyen halmazállapotú volt. (Így oldott anyagnak tekinthetjük a vízben oldott ecetsavat is, amely folyékony, és az oxigént is, amely gáz-halmazállapotú.)

## Az oldódás sebessége
Az oldódás sebessége függ az oldószer és az oldott anyag hőmérsékletétől, minőségétől, az oldódó anyag felületének nagyságától és az áramlást elősegítő keveréstől.
Az oldhatóság (vagy oldékonyság) a különféle anyagoknak az a tulajdonsága, hogy belőlük azonos mennyiségű oldószerben különböző mennyiségek oldódnak fel. Az anyagok oldhatóságát az oldandó anyag és az oldószer minőségén kívül a hőmérséklet is befolyásolja. A gázok oldhatósága a hőmérsékleten kívül a nyomástól is függ; nagyobb nyomáson több gáz oldódik.

## Az oldatok telítettsége
Az oldhatósággal kapcsolatos fogalmakat és azok számbeli adatait atmoszférikus nyomáson és szobahőmérsékleten szokás értelmezni, ha másként nincs megadva. 
Az oldatok telítettség szempontjából több csoportba sorolhatók:
- híg oldat: az oldott anyag részaránya minden határon túl le van csökkenve.[8] A híg oldatok törvényszerűségei nem az oldott anyagtól, hanem az oldószertől függenek.
- telítetlen oldat: az oldott komponens koncentrációja kisebb, mint az adott körülményekhez (oldószer, hőmérséklet, nyomás) tartozó oldhatósága (az oldandó anyagból még több is oldódhat);
- telített oldat: az oldott komponens koncentrációja megegyezik az adott körülményekhez (oldószer, hőmérséklet, nyomás) tartozó oldhatóságával (a feleslegben hozzáadott anyag oldatlanul visszamarad);[* 2]
- túltelített az oldat, az oldott komponens koncentrációja nagyobb, mint az adott körülményekhez (oldószer, hőmérséklet, nyomás) tartozó oldhatósága. Ilyen rendszer akkor jön létre, ha adott hőmérsékleten egy telített oldat elkezd hűlni és benne a kristálygóc-képződés különféle gátlások miatt nem indul meg.

A korlátlan oldódás fogalma kifejezi azt, hogy valamely oldott anyag valamely meghatározott oldószerben tetszőleges mértékben oldható. Folyadéknak folyadékban való oldódásra példa az alkohol–víz elegy. Bármelyiket tekintjük oldott anyagnak, annak a részaránya nullától az egyig bármekkora értéket felvehet.
Az ammónia a vízben atmoszférikus nyomáson nem oldódik korlátlanul, ám kb. 4,3 bar nyomáson az oldódás korlátlanná válik.
Cukor esetében atmoszférikus nyomáson az oldhatóság alsó határa -9,5 °C-on 60% (eutektikum), szobahőmérsékleten 64% (tömegtört), magasabb hőmérsékleten kb. 80%. Ebből az oldatból 100 °C alatt a cukor kikristályosodik; 113 °C felett a víz elkezd kipárologni. Ha a hőmérsékletet és a cukortartalmat tovább növeljük, 132 °C ig és 90%-ig a cukor még oldatban marad. E határ felett megkezdődik a kémiai bomlása (karamellizáció).

## Az oldódás energiaváltozása
- Ha az oldat az oldódás közben lehűl, környezetének hőt ad át, akkor exoterm az oldódás
- Ha az oldat az oldódás közben felmelegszik, környezetétől hőt von el, akkor endoterm az oldódás

Ezek a tulajdonságok termodinamikai alapokon írhatóak le.

## Az oldat töménységének megállapítása
Az oldat töménységét számszerűen az összetételi aránya adja meg. Ez lehet akár tömegtört is.
Jele: wB.
mo = oldat tömege
moa = oldott anyag tömege
mosz = oldószer tömege
t%= tömegszázalék
Wb = moa / mo · 100
mo   = moa  +  mosz
moa  = mo   –  mosz
mosz = mo   –  moa

### A százalék alkalmazásáról
Ismeretes, hogy a százalék a mérőszámhoz tartozik, annak kényelmi okokból a százszorosa. Következésképp nem kapcsolható össze sem a fizikai mennyiséggel, sem annak jelével, sem mértékegységével. Az oldatok összetételének meghatározásánál tudnunk kell azt is, hogy az összetételi arány általában olyan tört, amelynek mérőszáma azonos mértékegységre vonatkozik, hányadosuk következésképpen egy. Ilyen a tömegtört és a tömegarány (kg/kg), a térfogattört és a térfogatarány (m3/m3) valamint a móltört és a mólarány (mol/mol). Ezek mind kifejezhetők százalékos formában, de mérőszámuk természetesen különböző. Például a telített sóoldat tömegtörtje 0,264 azaz: 26,4%, móltörtje 0,0995 azaz: 9,95%. Ennek oka az, hogy a víz és a nátrium-klorid moláris tömege jelentősen eltér egymástól.
További téves gyakorlat az, hogy a térfogat mértékegysége igen nagy laboratóriumi célokra, ezért többnyire helyette a litert használják. Így például a telített sóoldat térfogatra mért összetételi aránya 0,3581 kg/l amelyet meg szokás szorozni százzal. Ezt azonban téves 35,81%-nak nevezni, tartalmazza ugyanis a köbméter–liter átszámítási tényezőjét is.